# 全国赤帽軽自動車運送協同組合連合会
全国赤帽軽自動車運送協同組合連合会（ぜんこくあかぼうけいじどうしゃうんそうきょうどうくみあいれんごうかい）は、軽トラックを使った運送業者で構成される協同組合である。通称赤帽（あかぼう）。
「赤帽」という名称は、初代会長の松石俊男が、鉄道の赤帽（ポーター）の働く姿に感銘して、自分の興した運送業にその名称をつけたとのことである。

## 歴史
1975年5月、松石俊男を中心とする数名により、東京都練馬区平和台に軽運送業の事務所を開設。1975年9月に「赤帽軽自動車運送組合」の名称で任意組合を発足させた。全国赤帽軽自動車運送協同組合連合会は、自らを「わが国で初めての軽貨物自動車による軽運送業」であるとしている。
1976年、「赤帽軽自動車運送協同組合」の名称で、東京陸運局より協同組合として認可。以後、全国に赤帽支部を広げ、各都道府県単位の赤帽協同組合の上部団体組織として1978年に「全国赤帽軽自動車運送協同組合連合会」を発足させ、松石俊男が初代会長となった。
1987年6月に堀籠孝志が2代目会長に就任。2004年2月に小林則夫が3代目会長に就任。
2022年3月に川井博義が4代目会長に就任。

## 組織構成
各都道府県に下部組織の単組があり、その下に支部、配送センターがある。
関東地方については1都3県（東京都、千葉県、埼玉県、神奈川県）で1単組になっている。各都県には支部（東京支部、多摩支部、埼玉県支部、神奈川県支部、千葉県支部）があり、その下に配送センター及びステーションが置かれている。
なお、赤帽北海道は2003年10月16日に一度破綻したが、現在は8か所の単組に分かれて再活動している。赤帽熊本は以前の組織であった赤帽熊本県軽自動車運送協同組合が2019年12月20日に事業を停止し、2020年4月6日に熊本地方裁判所から破産手続開始決定を受けた。熊本県における業務は、全国赤帽軽自動車運送協同組合連合会、SUBARU、セイノースーパーエクスプレスなどが出資している株式会社全国赤帽が、2019年12月21日に熊本営業所を開設した他、2020年1月11日に任意組合赤帽熊本県軽自動車運送組合を設立して熊本県における活動を再開した。
開業には約120万円 - 200万円かかる（この費用には赤帽事業専用に開発された車両購入費が含まれている）。なお、車両はクレジットやリースでも購入が可能である。

## 取扱い業務

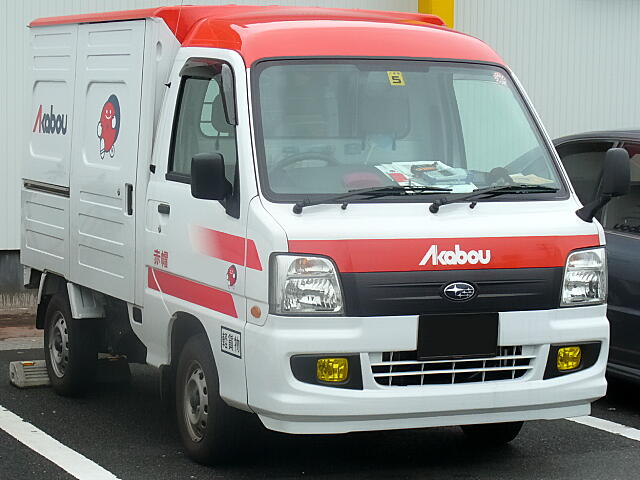
スバル・サンバー（赤帽仕様）

業務は宅配便の末端配送下請け（後述）、引越し、ルート配送、緊急貨物の配送（チャーター）が主である。
基本的に運転手は個人事業主で営業方針は自由に設定できるので、宅配便では送ることのできない重量物の輸送や複数箇所への分割配達、細かな時間指定など各自が独自のサービスを付随させている。また運送依頼は必ずしも支部や営業所に出す必要はなく、近くの赤帽運送店や連絡先を知っていれば運転手に直接依頼することもできるなど、自由度が高い。
主にSUBARU製のサンバーを使用しており、一部ではプレオバン、近年はダイハツ工業のハイゼット、本田技研工業のアクティも使われている。サンバー・プレオバンともに赤帽専用の特装車となっており、SUBARU系列の特装車メーカーである桐生工業が手がけている（特に前者はいわゆる「赤帽サンバー」と呼ばれる）。また、一部の事業主は軽トレーラーを接続し積載量の増大を図っている。

宅配便については事実上、赤帽ブランドで宅配事業は行っていない。ヤマト運輸（宅急便）以外の他社大手宅配業者の下請け（営業所から配送先宅への配送など）となっている。ただし、一部の単組では宅配事業に力を入れ、事業を拡大しようと努力している。宅配便業界大手である佐川急便の配達下請け業務に従事する場合、佐川急便の制服を着用して業務にあたる。また、福山通運や西濃運輸などの事業所の数が少ない業者の配達は中継業者からの「孫請け」の扱いとなる場合もある。
緊急貨物はバイク便や自転車便のように、荷物の引き取り先から納品先まで直送する。地方はバイク便がまだ発達していないので、現在でも地方間の直送便は赤帽等の軽貨物業者が一般的になっている。これゆえに宅配便各社では仕分けミスにより本来届くべきターミナル以外の場所に到着した「誤着」荷物の処理に赤帽を利用することがあり、この場合はヤマト運輸からも受注する。
運送料金は、宅配便のように1ケース単位ではなく、1車貸切で時間単位の料金と走行距離により計算される2つの料金がある。どちらの料金を適用するのかは、運送をする前に荷主（依頼主）と相談することになっている。一般的に、都心部では渋滞の影響により、運送距離のわりに時間がかかるので時間制の料金となっているが、地方では距離制の料金になる場合が多い。また、引越し料金については各赤帽単組（各県の地方組織）によって基準自体が異なる。上限料金・基準料金・下限料金があり上限が一番高い。東京近郊は上限料金になっている。一般運送料金、引越し料金とも実際の運用は各単組、加盟運送店によって異なる。
軽トラックに積載できる重量が最大350キログラムのため家族単位の引っ越しには向かないが、単身者など荷物が少ない場合は大型トラックを使用する大手より割安となる。また軽トラックであるため狭く入り組んだ場所にも横付けできることが多い。

### その他
- 全国各地に、青帽という名の企業が存在するがそれらは赤帽とは一切無関係である。
- 赤帽サンバーに特別チューニングが施されていることは以前からスバルユーザーの間で都市伝説として囁かれていたが、後述する通り赤帽組合員の意見をSUBARUが取り入れた紛れもない事実である。そのため赤帽サンバーのヘッドカバーはスバル車愛好家の間で高値で取引されることが多く、現役を引退した赤帽サンバーのエンジンを通常のサンバーに載せ替えるユーザーがいるほどである。

### 参考
赤帽専用サンバーは、長年にわたり各軽運送事業者が使う軽四貨物車全ての中で唯一、国土交通省の型式指定を受けた特別な車輌（類別区分番号あり）である。例え日本郵便やヤマト運輸の様に、赤帽同様に全国規模で数千台以上の大規模な軽四貨物車を使う大手宅配事業者であっても、一般人が容易く購入できる、ノーマルエンジンが積載された車両を、宅配や長距離輸送で酷使しているのが現状である。しかし、赤帽車で使用されているエンジンは、各部に設計変更と強化部品の組み込みが施されており、耐久性が大幅に向上している。小排気量車による貨物輸送という、高負荷かつ長距離を走る過酷な使用状況でありながら、一般的なシビアコンディション整備のみで20万kmまで特段のオーバーホール不要で使用できるよう設計されている。なお、赤帽車のエンジンはロッカーカバーも専用品で、赤色の結晶塗装により見た目通り「赤帽」となっていて、さらに鋳造時点で既に「赤帽専用」の表記も入る（鋳造型表面に既に彫り込まれている）など一般のエンジンとは差別化されている。最高出力などのスペックに関しては一般仕様のエンジンと同等である。しかしその中で、スーパーチャージャー仕様（白金プラグ仕様）の赤帽車はその優れた加速性能も相まって、赤帽車から一般向けの中古となった場合でも、たとえ走行距離が20万キロメートルを超えていようとも、市販価格は高額を維持している。
以下は、2000年半ばからスバル撤退までの数年間に販売されていた車輌の主な仕様特徴を記す。
- 赤帽専用4気筒EGIエンジン（EN07）（※バルブ、ピストン、コンロッド、クランクシャフト、ベアリング等内部パーツの殆どが赤帽専用パーツに変更されている）
- パッド摩耗警報付 フロントベンチレーテッドディスクブレーキ
- 格納式ハンドブレーキレバー
- 2段階開度リヤゲート（パネルバン）
- 無線機等用電源ハーネス
- 高照度ルームランプ（トラック・パネルバン）
- 赤帽専用塗装
- 強化レザー表皮専用シート
- 4輪ABS（6代目以降のモデルに標準装備）